# Otep Shamaya
Otep Shamaya é uma cantora/compositora estadunidense. 

## Carreira
Ela fez sua estreia em 2000 com a banda Otep, lançando posteriormente no mercado os álbuns Sevas Tra, House of Secrets, The Ascension, e Smash the Control Machine em junho de 2002, julho de 2004, outubro de 2007, e agosto de 2009, respectivamente. Ela é facilmente distinguida por sua forma de cantar pesada, com elementos líricos, voz limpa, e é também uma das poucas vocalistas femininas conhecidas na cena do metal que efectivamente utiliza gutural.
Se conhece muito pouco da vida de Otep Shamaya e seu entorno pessoal. Cresceu em uma área próxima aos guetos, em Los Ángeles. Quando a perguntam sobre sua idade, ela responde que tem "cinco vidas de idade", o que também menciona em algumas canções como "Nein". Se diz que sua data de nascimento é 7 de novembro de 1979. Apesar das especulações acerca do contrário, ela insiste em que seu nome de nascimento é Otep.
É vegetariana e abertamente lésbica.
Shamaya trabalhou também em HBO's Def Poetry. A primeira coleção editada de poemas e ilustrações de Otep Shamaya foi lançada ao público em novembro de 2006, exclusivamente em Lulu.com. Em agosto de 2007, o e-book Little Sins (Pequenos Pecados), sua primeira coleção electrônica de poemas e ilustrações foi lançada em forma de livro.